# Jiří Patera (Mathematiker)

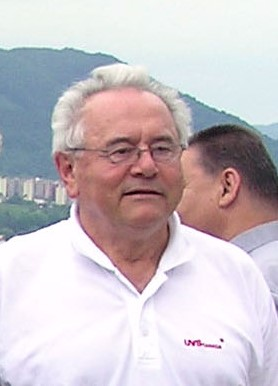

Jiří Patera (* 10. Oktober 1936; † 3. Januar 2022 in Montreal) war ein tschechoslowakisch-kanadischer mathematischer Physiker und Mathematiker. Er war Professor (Professeur titulaire) an der Universität Montreal (Centre des recherches mathématiques, CRM).

## Werdegang
Patera wurde 1964 an der Karls-Universität Prag promoviert und kam 1965 nach Montreal. Er befasste sich mit Gruppentheorie, speziell Liegruppen, mit Anwendungen in der Physik. Später befasste er sich auch mit Anwendungen in Kryptographie, Bildverarbeitung und Zufallsgeneratoren und speziell, teilweise in Zusammenarbeit mit Robert Moody, mit Quasikristallen.
Patera ist bekannt für seine Arbeiten zur konstruktiven Berechnung, bis hin zur konkreten Software-Implementierung, von Darstellungen von Liegruppen, worüber er auch ein Buch mit Tabellen der Verzweigungsregeln, die bei der Aufspaltung von Darstellungen einer Liegruppe bei Betrachtung der Darstellungen von deren Untergruppen auftreten, veröffentlichte. Diese Tabellen haben Anwendungen im Studium von GUTs in der Elementarteilchenphysik. In GUTs wird eine übergeordnete, vereinheitlichende Gruppe bei Symmetriebrüchen in ihre Untergruppen zerlegt und entsprechend zerlegen sich auch die Darstellungen der Gruppe, denen die Elementarteilchen entsprechen.
Er arbeitete auch mit Hans Zassenhaus und Robert Moody zusammen.
2004 erhielt er den CAP/CRM-Preis in theoretischer Physik der Canadian Association of Physicists (CAP).